# كأس العالم للأقاليم 2006
كأس العالم للأقاليم 2006 هو الموسم 1 من  كأس العالم للأقاليم. أقيم خلال الفترة 20 نوفمبر 2006 وحتى 24 نوفمبر 2006، وأشرف على تنظيمه مجلس الاتحاد الجديد، وكان عدد الأندية المشاركة فيه  4، وفاز فيه منتخب سامي لكرة القدم.